# Hať
Hať (in polacco Gać, in tedesco Haatsch) è un comune della Repubblica Ceca facente parte del distretto di Opava, nella regione della Moravia-Slesia.